# Americká idyla (film)
Americká idyla (v anglickém originále American Pastoral) je americký dramatický film z roku 2016. Snímek se stal režisérským debutem Ewana McGregora, který se ve snímku také zahrál hlavní roli. Dále ve filmu hrají Jennifer Connelly, Dakota Fanningová, Peter Riegert, Rupert Evans, Uzo Aduba, Molly Parker a David Strathairn. Námětem byl Pulitzerem oceněný stejnojmenný román od Phillipa Rotha. Scénáře se ujal John Romano. Natáčení začalo 21. září 2015 v Pittsburghu.
Film měl premiéru na Filmovém festivalu v Torontu 9. září 2016 a do kin byl oficiálně uveden 28. října 2016. V České republice byl uveden 17. listopadu 2016.

## Obsazení
| Ewan McGregor     | Seymour Levov        |
| Jennifer Connelly | Dawn Dwyer Levov     |
| Dakota Fanningová | Meredith Levov       |
| Rupert Evans      | Jerry Levov          |
| Valorie Curry     | Rita Cohen           |
| David Strathairn  | Nathan Zuckerman     |
| Uzo Aduba         | Vicky                |
| Peter Riegert     | Lou Levov            |
| Molly Parker      | dr. Sheila Smith     |
| Samantha Mathis   | Penny Hamlin         |
| Ocean James       | osmiletá Merry Levov |

## Produkce ´
V roce 2003 společnost Lakeshore Enterainment začala vyrábět film s režisérem Phillipem Noycem nazvaný Pastoral. Později odkoupila na film práva Paramount Pictures a v květnu 2012 byl Fisher Stevens najatý na místo Noyce. Společnost Sidney Kimmel Entertainement se k projektu připojila finančně a produkčně. Do hlavních rolí byli najati Jennifer Connelly a Paul Bettany a jejich dceru měla hrát Evan Rachel Woodová. Mandy Patinkin si měl ve filmu také zahrát. 23. června 2014 Ewan McGregor podepsal smlouvu na hlavní roli Seymoura Levova, bývalého středoškolského hvězdného atleta a úspěšného židovského businessmana. Phillip Noyce byl znovu najat jako režisér. Connelly podepsala smlouvu na roli Dawn Dwyer Levov, bývalé královny krásy a manželky Levova. 6. srpna se k filmu připojila Dakota Fanningová. 18. února 2015 bylo oznámeno, že McGregor bude film také režírovat a snímek se tak stane jeho debutovým režisérským počinem. Natáčení začalo 21. září 2015 ve městě Harmony v Pensylvánii. Natáčení pokračovala v místech okolo města Pittsburgh.

## Přijetí
28. dubna 2016 bylo oznámeno, že limitovaně se do kin snímek dostane 21. října 2016 a 28. října bude následovat rozšíření.
Na recenzní stránce Rotten Tomatoes získal ze 71 započtených recenzí 21 procent s průměrným ratingem 4,8 bodů z deseti. Na serveru Metacritic snímek získal z 28 recenzí 44 bodů ze sta. Na Česko-Slovenské filmové databázi snímek získal 65%.